# 拉尔斯·弗勒兰德
拉尔斯·阿尔内·弗勒兰德（瑞典語：Lars Arne Frölander，1974年5月26日—），出生于博登，瑞典男子游泳运动员。他曾参加过6届夏季奥运会游泳比赛（1992年、1996年、2000年、2004年、2008年和2012年），并在2000年获得了男子100米蝶泳金牌。